# Zhengguokanalen

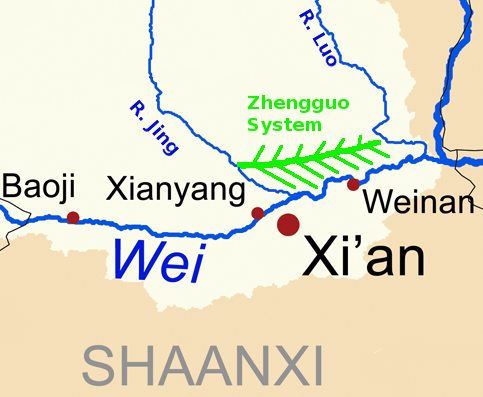
Zhengguokanalens läge i Kina

Zhengguokanalen (郑国渠; 鄭國渠; Zhèngguóqú) eller Jinghui (泾惠; 涇惠; Jīng huì) är en historisk kanal i Shaanxi i Kina. Kanalen uppfördes ursprungligen år 246 f.Kr. av staten Qin under perioden De stridande staterna. Kanalen är en del i ett infrastruktursystem för vattenavledning och bevattning och är tillsammans med Lingqukanalen och Dujiangyans bevattningssystem ett av de tre stora kanalprojekt som utfördes av Qin. Kanalen förband Jingfloden och Luofloden (som båda är bifloder till Weifloden) och bevattnade landområdet Guanzhong. Kanalen var ursprungligen 125 kilometer lång och har byggts om och renoverats ett flertal gånger under dess mer än 2 000 år i drift. Zhengguokanalen var viktig för den ekonomiska uppgången för Qin och möjliggjorde dess militära framgångar under Qins föreningskrig.
Kanalens ursprungliga startpunkt anslöt mot Jingfloden ungefär en kilometer nordväst om Wangqiao (王桥镇) i Jingyang, och då låg kanalens botten ca 15 meter högre än dagens botten på Jingfloden. Under de 2 000 år som kanalen varit i drift har Jingflodens flodbädd sjunket nästan 20 meter. Kanalens startpunkt ligger nu ca fem kilometer uppströms jämfört med ursprungskanalen.
Inledningsvis understödde kanalen bevattningen av nästan 200 000 hektar jordbruksmark. Idag täcker dess bevattningsområde ett område 97 000 hektar mellan Jingfloden och Shichuanfloden (石川河) och avleder 50 kubikmeter vatten per sekund.
Det finns ruiner efter den ursprungliga kanalen på flera ställen i Shaanxi, och de kanske mest kända finns i byn Miaokou (庙口村) i Yanliang. 2018 öppnades Zhengguokanalens historiska museum (郑国渠遗址博物馆) i Jingyang.

## Historia
Uppförandet av Zhengguokanalen påbörjades 246 f.Kr. efter order från Qin Shi Huangdi. För genomförandet ansvarade Zheng Guo från staten Han. Kanalen var färdigställd 236 f.Kr. Zheng Guo var spion, och syftet med Zhengguokanalen var att dränera Qins resurser från det pågående kriget.
År 95 f.Kr. flyttades anslutningen mot Jingfloden en dryg kilometer uppströms. På 1000-talet renoverades kanalen, och berggrunden grävdes ut för att vidga kanalens mynning och lopp. På 1300-talet flyttades kanalens startpunkt ytterligare uppströms. På 1400-talet flyttades kanalhuvudet ytterligare uppströms nästan en kilometer, och en tunnel grävdes ut för vattenavledning. Denna renovering tog 18 år att slutföra. 1517 respektive 1822 grävdes ytterligare två vattenavledningstunnlar.
1932 byggdes ett vattenavledningsnav med damm och kanalen döptes om till Jinghui (泾惠, 'Jingflodens fördelar'). 1966 förstördes dammen efter en översvämning, och en överströmningsdamm av betong uppfördes.